# Tom Malloy (direttore della fotografia)
Tom Malloy (New York, 30 maggio 1897 – Los Angeles, 8 ottobre 1973) è stato un direttore della fotografia, montatore e sceneggiatore statunitense del cinema muto che, negli anni dieci, lavorò alla Vitagraph.

## Filmografia

### Direttore dalla fotografia
- The Island of Regeneration, regia di Harry Davenport (1916)
- Salvation Joan, regia di Wilfrid North (1916)
- The Ordeal of Elizabeth, regia di Wilfrid North (1916)
- Hesper of the Mountains, regia di Wilfrid North (1916)
- The Kid, regia di Wilfrid North (1916)
- The Blue Envelope Mystery, regia di Wilfrid North (1916)
- The Dollar and the Law, regia di Wilfrid North (1916)
- Indiscretion, regia di Wilfrid North (1917)
- Kitty MacKay, regia di Wilfrid North (1917)
- Sally in a Hurry, regia di Wilfrid North (1917)
- Clover's Rebellion, regia di Wilfrid North (1917)
- The Judgement House, regia di James Stuart Blackton (1917)
- A Mother's Sin, regia di Thomas R. Mills (1918)
- Over the Top, regia di Wilfrid North (1918)
- One Thousand Dollars, regia di Kenneth S. Webb (1918)
- The Adventure Shop,, regia di Kenneth S. Webb (1919)
- The Girl Problem, regia di Kenneth S. Webb (1919)
- The Unknown Quantity, regia di Thomas R. Mills (1919)
- Thin Ice
- A Girl at Bay, regia di Thomas R. Mills (1919)
- The Bramble Bush, regia di Tom Terriss (1919)
- The Climbers, regia di Tom Terriss (1919)
- The Fortune Hunter, regia di Tom Terriss (1920)
- The Tower of Jewels, regia di Tom Terriss (1920)
- The Heart of Maryland, regia di Tom Terriss (1921)
- Any Wife, regia di Herbert Brenon (1922)
- A Stage Romance, regia di Herbert Brenon (1922)
- Without Fear
- Shackles of Gold, regia di Herbert Brenon (1922)
- Moonshine Valley, regia di Herbert Brenon (1922)
- The Custard Cup, regia di Herbert Brenon (1923)
- No Mother to Guide Her, regia di Charles Horan (1923)
- The Blind Trail, regia di Leo D. Maloney (1926)
- Unmasked, regia di Edgar Lewis (1929)
- Her Unborn Child, regia di Albert Ray (1930)

### Montatore
- The Collegians
- The Relay
- The Four-Footed Ranger
- Wild Blood
- The Avenging Shadow, regia di Ray Taylor (1928)
- Hoofbeats of Vengeance
- Guardians of the Wild
- Burning the Wind
- Two Outlaws
- The Harvest of Hate
- Plunging Hoofs
- Come Across
- The Last Frontier, regia di Spencer Gordon Bennet e Thomas Storey (1932)
- The Black Ghost
- Secret Service in Darkest Africa
- The Baron's African War

### Sceneggiatore
- Madden of the Mounted
- The Getaway Kid
- Riding for Love